# Rhaphiptera avicenniae
Rhaphiptera avicenniae är en skalbaggsart som beskrevs av Henri Dalens och Tavakilian 2007. Rhaphiptera avicenniae ingår i släktet Rhaphiptera och familjen långhorningar. Inga underarter finns listade i Catalogue of Life.